# Dubové (okres Turčianske Teplice)
Dubové (Hongaars: Turóctölgyes) is een Slowaakse gemeente in de regio Žilina, en maakt deel uit van het district Turčianske Teplice.
Dubové telt 735 inwoners.